# Hryhorij Cehłynski
Hryhorij Iwanowycz Cehłynski, pol. Grzegorz Cegliński, ukr. Григóрій Іва́нович Цегл́инський (ur. 9 marca 1853 w Kałuszu, zm. 23 października 1912 w Wiedniu) – ukraiński polityk, działacz społeczny i gospodarczy, pedagog, pisarz, publicysta. 

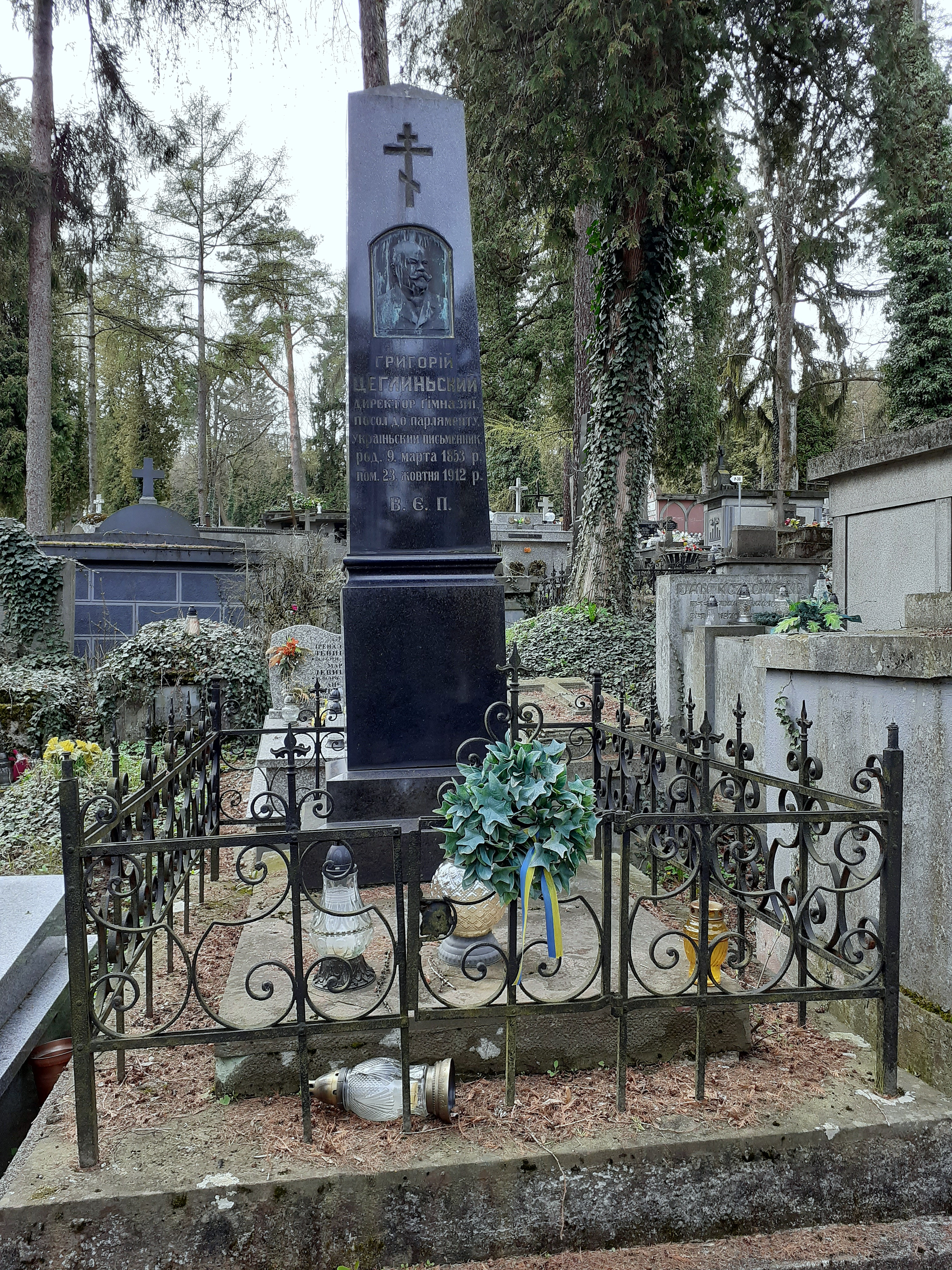
Nagrobek Hryhorija Cehłynskiego na cmentarzu Głównym w Przemyślu

## Życiorys
Urodził się 9 marca 1853 w Kałuszu. Ukończył studia na Uniwersytecie Wiedeńskim. Podjął pracę nauczyciela od 8 września 1879. Został nauczycielem Akademickiego Gimnazjum we Lwowie. Egzamin zawodowy złożył 15 maja 1879. Został mianowany nauczycielem rzeczywistym 23 lipca 1880. Od 1889 kierownik równoległych klas ukraińskich w C.K Gimnazjum przemyskim. Od 14 sierpnia 1895 pierwszy dyrektor Gimnazjum ukraińskiego w Przemyślu. Otrzymał VI rangę w zawodzie 1 stycznia 1907.
W latach 1887–1888 był redaktorem „Zorii” i organizatorem teatru „Ruśka Besida”. Od 1907 poseł do austriackiej Rady Państwa (członek prezydium Ukraińskiego Klubu Parlamentarnego).
Był autorem kilku komedii („Tato na zaruczynach”, „Sokołyky” (1884), „Szlachta chodaczkowa” (1886)) i dramatów dydaktycznych („Worożbyt”, „Kara sowisty” (1895)).
Zmarł na zawał serca w swoim gabinecie w Wiedniu.

## Literatura
- Український радянський енциклопедичний словник. — Т. 3. — К., 1968. — С. 707.
- Мистецтво України: Біографічний довідник / За редакцією А. В. Кудрицького. — К., 1997.